# وقود حيوي ميكروبي
الوقود الحيوي الميكروبي (بالإنجليزية : Microbiofuels) هو الجيل القادم من الوقود الحيوي الذي تنتجه الكائنات الدقيقة مثل البكتيريا والسيانوبكتيريا والطحالب الدقيقة والفطريات وغيرها. وكان أول من عرف هذا المصطلح هو «أسين نينوف» (بالإنجليزية : Asen Nenov)  في حدث TEDxBG يوم 9 يناير عام 2010.

- يقوم الوقود الحيوي الميكروبي باستخدام التقنيات الحيوية ذات المستويات العليا من التنمية والتطوير وذلك من أجل إنتاج الوقود الحيوي.
- تطبق تقنية الوقود الحيوي الميكروبي طرق ذات إنتاجية عالية قائمة على معامل التكرير أو المصافي الحيوية الميكروبية، مثال. الكائنات الدقيقة الموجودة في بيئات معينة.
- يمكن استخدام تقنية الوقود الحيوي الميكروبي لإعادة تدوير النفايات الصناعية بما في ذلك النفايات الغازية مثل ثاني أكسيد الكربون وأكسيد النيتروجين وغيرها، وتقوم أيضاً بإنتاج وقود حيوي ذو قيمة عالية من خلال عملية التحول الحيوي.